# Communauté de communes de la Région de Frévent
Die Communauté de communes de la Région de Frévent war ein französischer Gemeindeverband mit der Rechtsform einer Communauté de communes im Département Pas-de-Calais in der Region Hauts-de-France. Sie wurde am 31. Dezember 1998 gegründet und umfasste zwölf Gemeinden. Der Verwaltungssitz befand sich im Ort Frévent.

## Historische Entwicklung
Am 1. Januar 2017 wurde der Gemeindeverband mit 
- Communauté de communes de l’Auxilois,
- Communauté de communes Les Vertes Collines du Saint-Polois und
- Communauté de communes du Pernois

zur neuen Communauté de communes du Ternois zusammengeschlossen.

## Ehemalige Mitgliedsgemeinden
1. Aubrometz
2. Bonnières
3. Boubers-sur-Canche
4. Bouret-sur-Canche
5. Canteleux
6. Conchy-sur-Canche
7. Fortel-en-Artois
8. Frévent
9. Ligny-sur-Canche
10. Monchel-sur-Canche
11. Nuncq-Hautecôte
12. Vacquerie-le-Boucq